# Voutenay-sur-Cure
Voutenay-sur-Cure ist eine französische Gemeinde mit 209 Einwohnern (Stand: 1. Januar 2022) im Département Yonne in der Region Bourgogne-Franche-Comté. Sie gehört zum Arrondissement Avallon und zum Kanton Joux-la-Ville. Die Bewohner werden Voutenaysiens und Voutenaysiennes genannt.

## Geografie
Voutenay-sur-Cure liegt etwa 31 Kilometer südsüdöstlich von Auxerre und etwa 12 Kilometer nordwestlich von Avallon am Fluss Cure sowie dem Vau de Bouche, der das Zentrum der Gemeinde durchquert, bevor er unweit in die Cure mündet. Das Gemeindegebiet ist waldreich; mehr als drei Viertel der Fläche, insbesondere außerhalb der Flussauen, sind mit Wald bedeckt.
Umgeben wird Voutenay-sur-Cure von den Nachbargemeinden Saint-Moré im Norden und Westen, Précy-le-Sec im Nordosten, Girolles im Osten und Südosten, Sermizelles im Süden sowie Blannay im Süden und Südwesten.

## Einwohnerentwicklung
| Jahr                       | 1962 | 1968 | 1975 | 1982 | 1990 | 1999 | 2006 | 2013 | 2020 |
| -------------------------- | ---- | ---- | ---- | ---- | ---- | ---- | ---- | ---- | ---- |
| Einwohner                  | 188  | 207  | 190  | 193  | 199  | 189  | 196  | 225  | 199  |
| Quellen: Cassini und INSEE |      |      |      |      |      |      |      |      |      |

## Sehenswürdigkeiten
- Kirche Saint-André aus dem 13. und 14. Jahrhundert, seit 1976 als Monument historique eingeschrieben
- Waschhaus, 1827 errichtet, seit 1962 als Monument historique eingeschrieben
- Uhrenturm von 1829

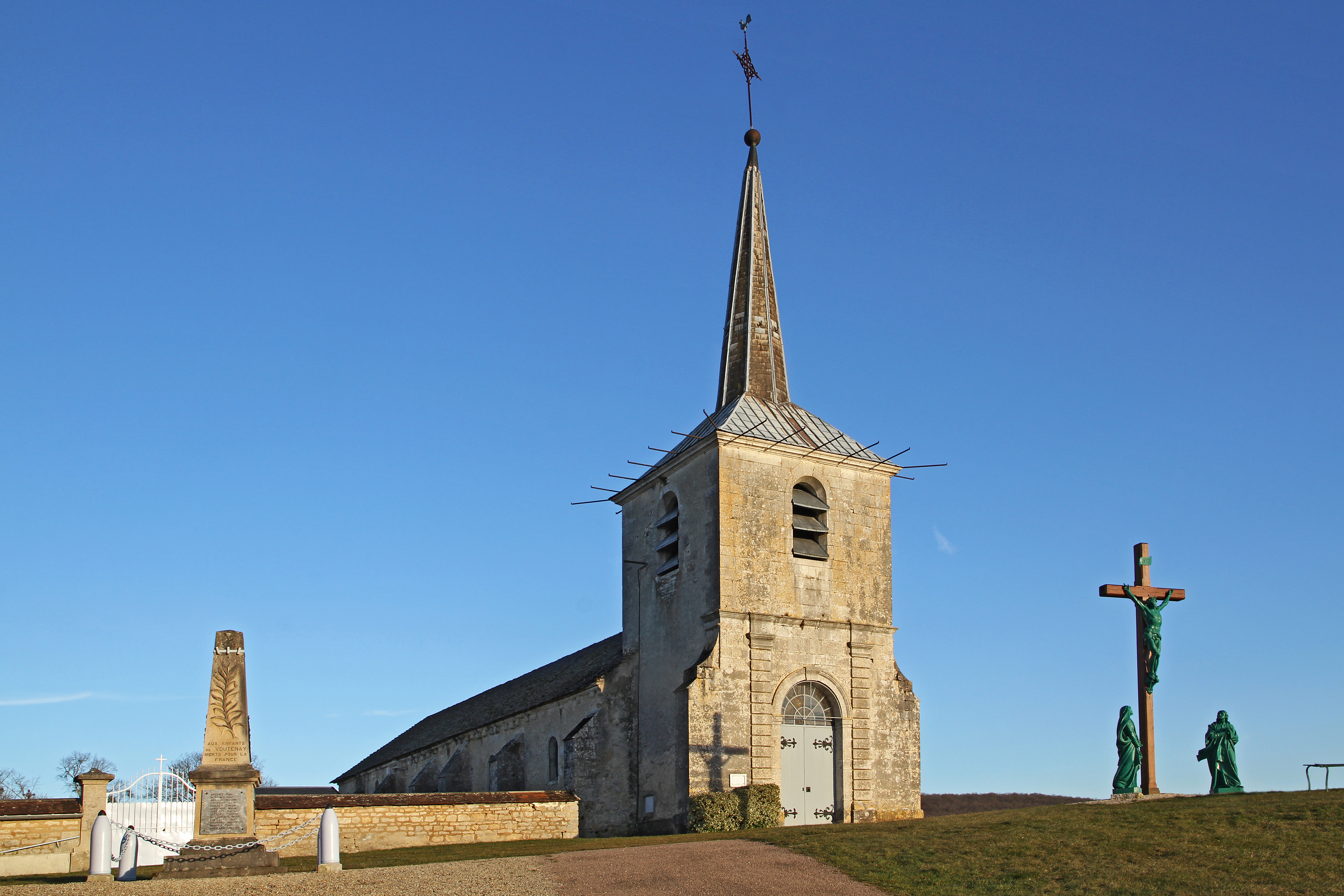
Kirche Saint-André
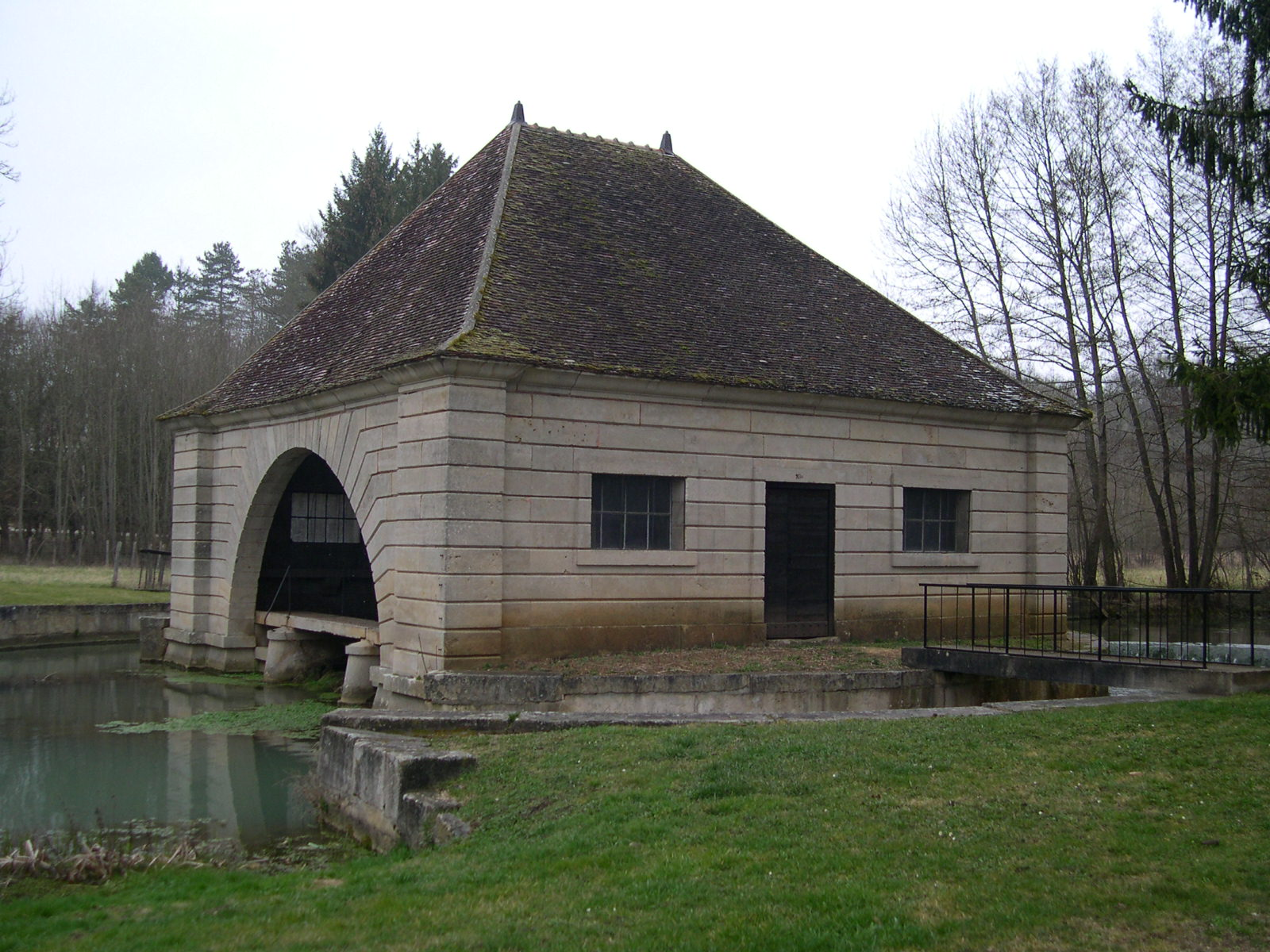
Waschhaus
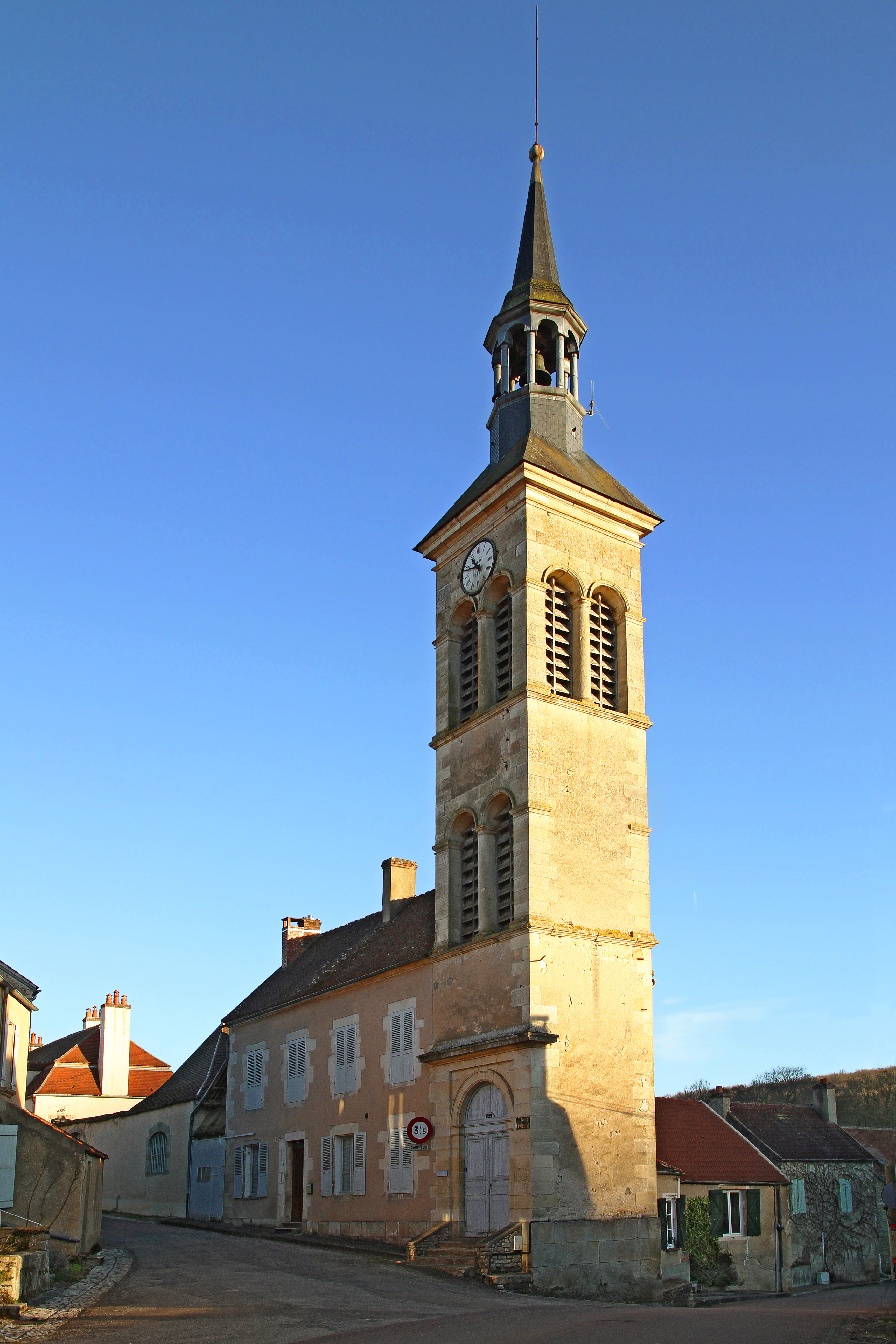
Uhrenturm